# Nakaya Ukichirō

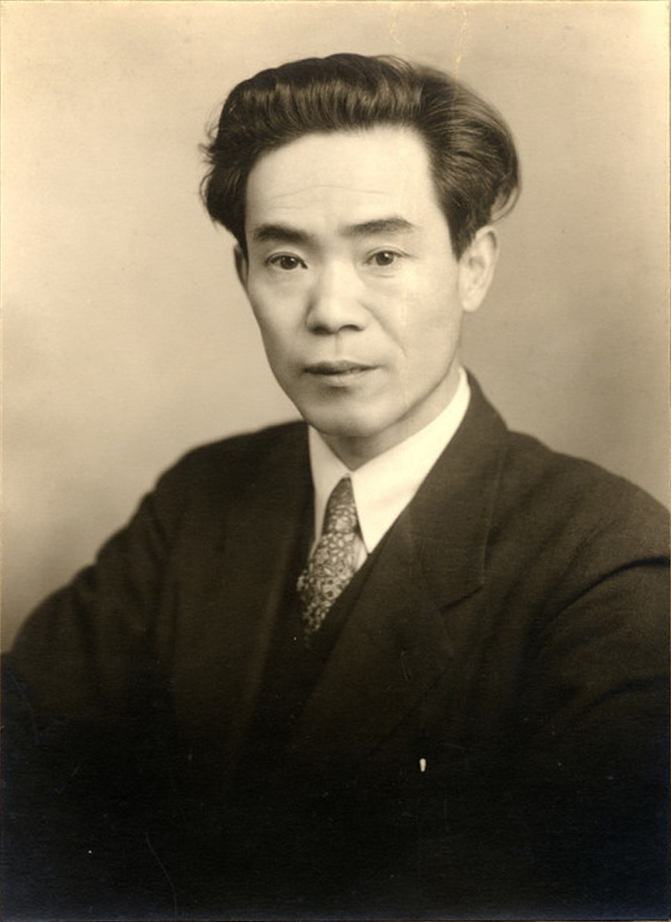
Nakaya Ukichiro in 1946

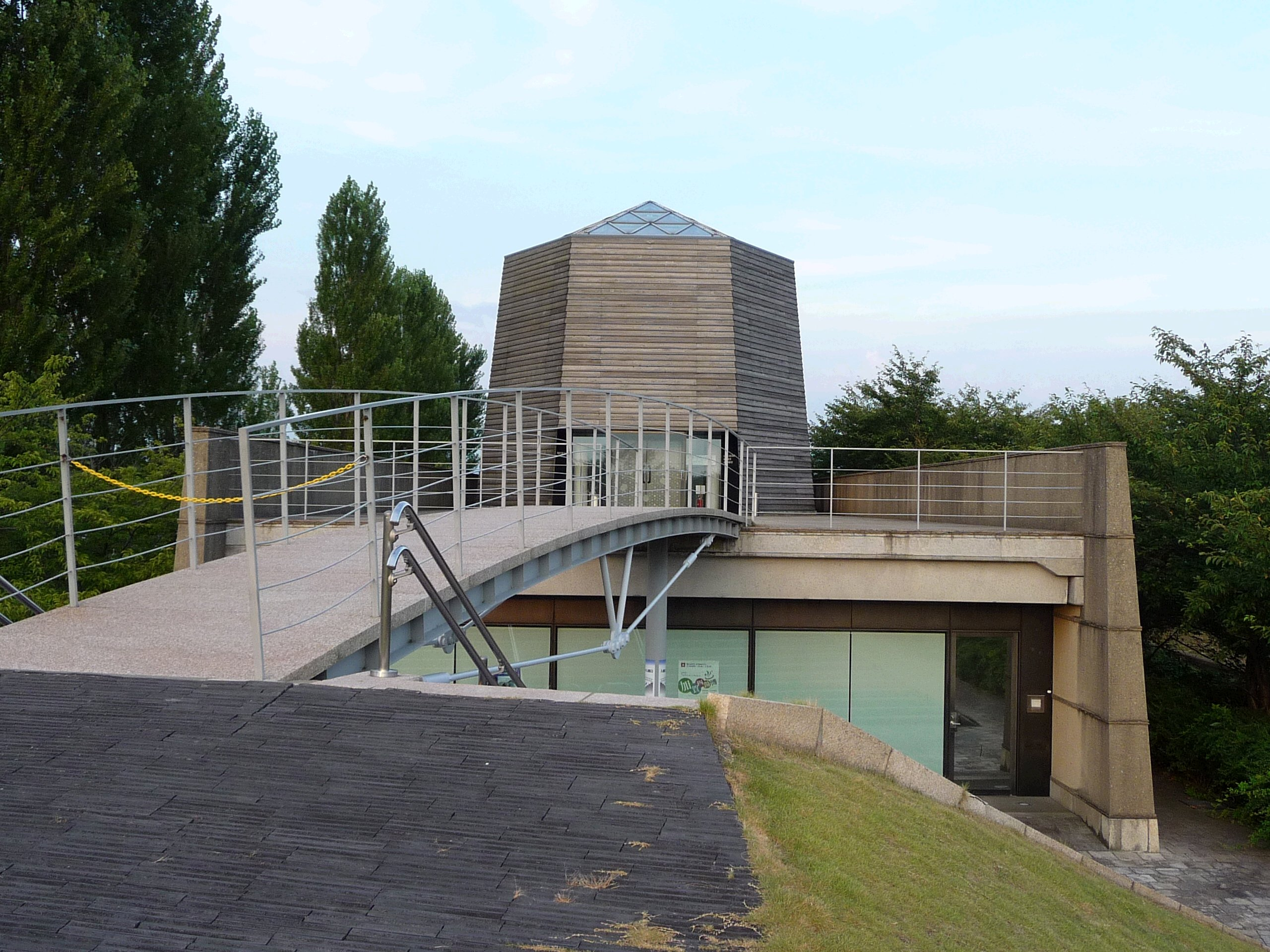
Nakaya Ukichiro Schneekunde Museum (das sechseckige Gebäude, das die sechsseitige Natur der Schneeflocken widerspiegelt), in den heißen Quellen von Katayamazu, Kaga, Ishikawa, Japan

Nakaya Ukichirō (中谷 宇吉郎, * 4. Juli 1900; † 11. April 1962) war ein japanischer Physiker und Wissenschafts-Essayist, der für seine Arbeiten in der Glaziologie und Tieftemperaturwissenschaften bekannt ist.
Ihm wird die Herstellung der ersten künstlichen Schneeflocken zugeschrieben.

## Leben
Nakaya stammte aus der Präfektur Ishikawa. Er studierte Physik bei Terada Torahiko an der Tokyo Imperial University mit Schwerpunkt Experimentalphysik und schloss das Studium 1925 ab. In der Folge arbeitet er als Assistent Teradas am Forschungsinstitut für Physik und Chemie (RIKEN). 1928 und 1929 hielt er sich für ein Aufbaustudium am King’s College London auf und forschte bei Owen Willans Richardson über langwellige Röntgenstrahlungen. 1930 kehrte zurück nach Japan, erlangte einen Doktorgrad der Naturwissenschaft (science degree) an der Universität Hokkaidō und lehrte dort als Professor.
Nakaya war zweimal verheiratet. Aus seiner zweiten Ehe hat er drei Töchter. Seine Tochter Nakaya Fujiko (* 1933) wurde 2018 mit dem Praemium Imperiale für Skulptur ausgezeichnet.

## Wissenschaftsjournalismus
Nakaya war ein in Japan erfolgreicher und populärer Vermittler von Kenntnissen über Geschichte und Methoden der Naturwissenschaften, speziell über Geophysik und Glaziologie. Er verfasste Artikel und Dokumentationen für allgemeine Zeitschriften und für Radiosender. 1950 war er maßgeblich beteiligt an der Gründung von Iwanami Productions, einer Produktionsfirma von Dokumentar- und Lehrfilmen für den Unterricht.

## Schriften
- Snow Crystals. Natural and Artificial. Harvard University Press 1954. ISBN 978-0-674-81151-5
- Reflections on Science. An Advanced Japanese Reader. Hrsg. Edward E. Daub, Shiro Asano. University of Wisconsin Press 2003. ISBN 0-299-18104-9
- Mit Jiro Muguruma: Physical properties of the ice of Fletcher's Ice Island. Washington, D.C. : Arctic Institute of North America 1962.
- Mit Daisuke Kuroiwa: Physical properties and internal structure of Greenland snow. Corps of Engineers, U.S. Army Cold Regions Research and Engineering Laboratory, 1970.